# Haldorus paraguayensis
Haldorus paraguayensis är en insektsart som beskrevs av Rauno E. Linnavuori 1955. Haldorus paraguayensis ingår i släktet Haldorus och familjen dvärgstritar. Inga underarter finns listade i Catalogue of Life.